# Sulzbach am Main
Sulzbach am Main, é uma cidade alemã localizada no distrito de Miltenberg, Baviera, há 7 km de Aschaffenburg.